# Seru Epenisa Cakobau
Ratu Seru Epenisa Cakobau, född 1815, död 1883, var en fijiansk hövding och krigsherre, och den som enade landets krigande stammar under sin överhöghet. Han regerade som Tui Viti (kung av Fiji) mellan den 5 juni 1871 till den 10 oktober 1874, då han överlämnade landet till Victoria I av Storbritannien.
Cakobau efterträdde den 8 december 1852 sin far, Ratu Tanoa Visawaqa, som Vunivalu (överhövding) av Bau. Han hävdade att Bau hade viss överhöghet, suveränitet, över resten av Fiji och att han därmed kunde kalla sig kung över Fiji. Hans anspråk accepterades dock inte av de andra hövdingarna som såg honom i bästa fall som den främste av likar. Cakobau ägnade sig de följande 19 åren åt konstant krigföring för att ena landet under sitt styre. 1865 bildade Vitis oberoende kungadömen en konfederation, där Cakobau var ordförande i den beslutande församlingen. Bara två år senare splittrades konfederationen i den Lauska konfederationen och de Bauska kungadömena, med Cakabau som kung. 1871 lyckades han, stödd av utländska nybyggare, skapa ett enat fijianskt kungadöme med Levuka som huvudstad. Som styrelseform valde han den konstitutionella monarkin, och parlamentet höll sitt första möte i november samma år. Både parlamentet och regeringen dominerades av utlänningar.
USA:s regering hade erkänt Cakobau som Fijis kung långt innan de övriga hövdingarna på ön. Detta skulle dock i längden bli honom mer till skada än nytta, då den amerikanska regeringen höll honom ansvarig för en mordbrand riktad mot John Brown Williams, USA:s konsul, hem. Detta dåd ägde rum 1849, innan Cakobau ens var Vunivalu, men USA krävde ändå 44 000 dollar som kompensation. Cakobau kunde inte betala, och då han fruktande en amerikansk invasion och påföljande annektering beslöt han att istället överlämna landet till Storbritannien, något han även hoppades skulle leda till öarnas kristnande samt civilisering. Cakobau själv hade tidigare varit kannibal, men konverterade 1854 till kristendomen. Eftersom han fortfarande var Vunivalu på Bau kunde han behålla sin ställning som Fijis främste hövding, och levde ett stillsamt liv till sin död 1883.
Cakobau ses idag som en ärevördig person på Fiji, och han är stamfader till många av landets främsta personligheter. Hans sonson George Cakobau blev 1973 Fijis första inhemska generalguvernör, en post han behöll till 1983. Talmannen i Fijis representanthus, Epeli Nailatikau, är ättling till Cakobau på mödernet och är vid sidan om Kamisese Mara det moderna Fijis grundare. Cakobaus ättlingar finns på flera betydande poster i Fijis politiska, akademiska och militära liv.